# Кадоган, Джорджи, 3-й граф Кадоган
Адмирал Джордж Кадоган, 3-й граф Кадоган (англ. George Cadogan, 3rd Earl Cadogan; 5 мая 1783 — 15 сентября 1864) — британский дворянин, морской офицер и политик. Получил известность благодаря службе на корабле HMS Гаванна в Адриатическом море во время Наполеоновских войн.
Титулы: 1-й барон Окли из Кавершема, Оксфордшир (с 10 сентября 1831), 3-й граф Кадоган (с 15 сентября 1864), 3-й виконт Челси, Миддлсекс (с 15 сентября 1864), 5-й барон Кадоган из Окли, Бакингемшир (с 15 сентября 1864).

## Биография
Родился 5 мая 1783 года на Сент-Джеймс-сквер, Вестминстер, в Лондоне. Второй сын Чарльза Кадогана, 1-го графа Кадогана (1728—1807), и его второй жены Мэри Черчилль (р. 1758), дочери полковника Чарльза Черчилля.
Джордж последовал за своим сводным братом Томасом (1752—1782), который был на 29 лет старше его, в Королевский военно-морской флот, хотя Томас утонул в результате несчастного случая в 1782 году. Поступив на службу флот в возрасте 13 лет в 1796 году, Джордж Кадоган участвовал в войнах против Революционной Франции.
В 1804 году коммандер Джордж Кадоган был капитаном 18-пушечного парусного корабля HMS Сайан. 11 ноября 1804 года Сайан была у Мари-Галанта, когда захватила 18-пушечный французский каперский бриг «Бонапарт». Однако 12 мая 1805 года французы захватили корабль Сайан вместе с капитаном и его командой. Она курсировала между Барбадосом и Мартиникой, когда имела несчастье столкнуться с французским флотом под командованием адмирала Вильнёва. Французские фрегаты «Гортензия» и «Гермиона» настолько превосходили Сайана по вооружению, что у Кадогана не было другого выбора, кроме как снять свой флаг.
К 1807 году Джордж Кадоган был пост-капитаном, а в 1811 году он получил командование недавно вошедшим в строй HMS Гаванна, 36-пушечным фрегатом пятого ранга. В 1812 году Гаванне было приказано отправиться на Адриатику, чтобы усилить там британскую эскадру, которая уже разгромила французские войска в этом районе в нескольких сражениях в 1811 году. Гаванна базировалась на острове Лисса, но в 1813 году Кадогану было приказано действовать против береговой линии Северной Италии в сочетании с приближающимися войсками Австрийской империи во время войны Шестой коалиции.
Джордж Кадоган добился большого успеха в этом начинании, уничтожив или захватив многие французские и итальянские корабли у Васто и других портов на контролируемой французами береговой линии. В октябре 1813 года Кадоган был прикреплен к отряду Томаса Фримантла, который вынудил Триест сдаться, а позже в том же году Гаванна успешно отбила Задар у французского гарнизона . В 1815 году Джордж Кадоган вернулся на родину и был награжден Орденом Бани.
Говорят, что он был в Риме в январе 1816 года и принят папой в понедельник 29 января вместе с полковником Джорджем Уиттмором и некоторыми другими британскими офицерами.
Безвременная смерть шести из семи старших братьев Джорджа Кадогана принесла ему титул графа Кадогана (который был присвоен его отцу в 1800 году) после смерти его старшего брата Чарльза Кадогана, 2-го графа Кадогана (1749—1832), в 1832 году. Лорд Кадоган занял свое место в Палате лордов, но оставался известным военно-морским офицером, продолжая подниматься по службе и служа адъютантом короля Вильгельма IV в 1830—1837 годах и королевы Виктории в 1837—1841 годах. К 1851 году Джордж Кадоган был вице-адмиралом, а в 1852 году он стал членом Лондонского общества антиквариев.
81-летний Джордж Кадоган скончался полноправным адмиралом в 1864 году в своем лондонском доме на Пикадилли. Будучи капитаном военно-морского флота, в 1809 году он дрался на дуэли с лордом Пэджетом, который соблазнил сестру Кадогана, леди Шарлотту.

## Семья
4 апреля 1810 года Джордж Кадоган женился на Гонории Луизе Блейк (? — 12 сентября 1845), дочери эсквайра Джозефа Блейка (1739—1806) и Гонории Дейли (? — 1784). У супругов было шесть детей:
- Хорас Уильям Кадоган (? — 21 февраля 1820), умер в детстве
- Леди Августа Сара Кадоган (? — 28 ноября 1882), незамужняя
- Генри Чарльз Кадоган, 4-й граф Кадоган (15 февраля 1812 — 8 июня 1873), преемник отца
- Леди Гонория Луиза Кадоган (1813 — 19 июля 1904), незамужняя
- Генерал достопочтенный сэр Джордж Кадоган (2 декабря 1814 — 27 января 1880), 1-я жена с 1846 года София Армстронг (? — 1852), дочери полковника Томаса Армстронг, от брака с которой у него было четверо детей; 2-я жена с 1857 года Эмили Эшворт (? — 1891), дочери генерал-лейтенанта сэра Фредерика Эшворта, от брака с которой у него был один сын.
- Достопочтенный Фредерик Уильям Кадоган (16 декабря 1821 — 30 ноября 1904), член Палаты общин от Криклейда. Женат с 1851 года на леди Аделаиде Пэджет, дочери Генри Пэджета, 1-го маркиза Англси.